# Departamento de Gothèye
Gothèye es un departamento situado en la región de Tillabéri, en Níger. En diciembre de 2012 presentaba una población censada de 241 043 habitantes. Su chef-lieu es Gothèye.
Se ubica en el centro-oeste de la región. Fue creado en la reforma territorial de 2011 mediante la separación de parte del territorio del departamento de Tera.

## Subdivisiones
Está formado por dos comunas rurales, que se muestran asimismo con población de diciembre de 2012:
- Dargol (147 779 habitantes)
- Gothèye (93 264 habitantes)